# ميدلبورغ (نيويورك)
ميدلبورغ (بالإنجليزية: Middleburgh, New York)‏ هي بلدة أمريكية تقع في الولايات المتحدة في مقاطعة شوهاري، نيويورك. يقدر عدد سكانها بـ 3,515 نسمة ومساحتها 127.6 كم2 وترتفع عن سطح البحر 195 متر.